# Caboolture
Caboolture ist ein Stadtteil (suburb) von Brisbane, der Hauptstadt des australischen Bundesstaats Queensland. Caboolture liegt etwa 50 Kilometer nördlich des Stadtzentrums. Die Stadt hat etwa 29.500 Einwohner. Caboolture gilt als das nördliche Ende der Brisbane Metropolitan Area, gleichzeitig aber auch als das südliche Ende des Sunshine Coast Hinterlandes.
Bis März 2008 war Caboolture Zentrum und Verwaltungssitz des gleichnamigen Shires. Nach den regionalen Wahlen im März wurde der Caboolture Shire mit dem Shire of Pine Rivers und der Stadt Redcliffe zusammengelegt und die Moreton Bay Region gegründet.

## Geschichte
Die Gegend um Caboolture war traditionell von Aborigines besiedelt. Der Name Kabultur ist abgeleitet von der Sprache der Aborigines und bedeutet so viel wie Ort des Teppichpythons. Diese ungiftige Schlangenart ist neben vielen anderen giftigen Arten auch heute noch häufig in den Vororten und der Umgebung der Stadt anzutreffen. 
Im Jahr 1842 wurde das Land um die damalige Moreton Bay Sträflingskolonie für die Besiedlung durch freie Siedler freigegeben. Durch ihre unmittelbare Nähe zur Sträflingskolonie war die Gegend um Caboolture eine der ersten die durch europäische Siedler besiedelt wurden. 
Zu dieser Zeit war die Gegend stark bewaldet. Dies war Grundlage der ersten wirtschaftlichen Aktivitäten in der Gegend. Besonders wertvolles Zedernholz wurde bis in die 1860er Jahre in großem Stil abgeholzt und über den Caboolture River und die Moreton Bay nach Brisbane gebracht. Dort, wie auch von den Siedlern vor Ort, wurde es als gutes und jederzeit schnell verfügbares Baumaterial verwendet.
In den 1860er Jahren kam es dann zu großen Veränderungen. Die Bestände an Zedernholz gingen zu Ende und die Landwirtschaft gewann an Bedeutung. Schon bald gab es große Erfolge im Anbau von Zuckerrohr, Weizen und Mais. Auch Rinderzucht wurde erfolgreich betrieben. 
1867 wurde ein erstes kleines Handelszentrum errichtet. Dieses diente in erster Linie zur Versorgung der Siedler in der Gegend. Kurze Zeit später gewann das Handelszentrum an Bedeutung, als weiter nördlich in der Gegend um Gympie Goldvorkommen entdeckt wurden. Zahlreiche Goldsucher passierten auf ihrem Weg von Brisbane nach Gympie die Gegend und nutzten Caboolture als Versorgungsstation. Ein Jahr später wurde der erste regelmäßige Linienverkehr mit Pferdekutschen eingerichtet, welcher ebenfalls in Caboolture Station machte. Im Jahr 1888 wurde die Bahnverbindung nach Brisbane eröffnet.

## Gegenwart
Nachdem Caboolture in der ersten Hälfte des 20. Jahrhunderts ein verschlafenes Städtchen war, hat es seit den 1970er Jahren eine rasante Entwicklung erlebt. 
Durch den Ausbau des Bruce Highway und der Bahnlinie nach Brisbane, ist Caboolture schnell und günstig für die Einwohner der Hauptstadt erreichbar geworden. Mit einer Änderung der örtlichen Gesetze wurde zudem die Erschließung von günstigem Bauland und die Teilung in kleine Grundstücke für Einfamilienhäuser ermöglicht. Durch diese Faktoren gewann Caboolture viele neue Einwohner, welche zuvor in Brisbane wohnhaft waren. 
Im Unterschied zu anderen Orten im Umland Brisbanes hat Caboolture besondere Attraktivität durch seine gleichzeitige Nähe zu Brisbane einerseits und zur Sunshine Coast andererseits. Somit wurde Caboolture zum bevorzugten Wohnort für Familien, welche die Nähe zur Hauptstadt als Arbeitsplatz brauchen, aber gleichzeitig die Nähe zu Erholungszentren oder der Küste suchen. 
In letzter Zeit erlangte Caboolture Bekanntheit als Heimatort des Sängers Keith Urban. Urban wurde zwar in Neuseeland geboren, wuchs jedoch in einem Stadtteil im Westen Cabooltures auf.

## Verkehr
Straße
Caboolture ist ein wichtiger Verkehrsknoten in der Gegend. Die Stadt liegt am Bruce Highway, welcher von der Hauptstadt Brisbane bis ins tropische Cairns im Norden verläuft. Weiters ist Caboolture Anfangspunkt des D’Aguilar Highway, welcher ins Hinterland nach Kingaroy führt, sowie Anfang der Straße nach Bribie Island, einer der Küste vorgelagerten Insel.
Bahn

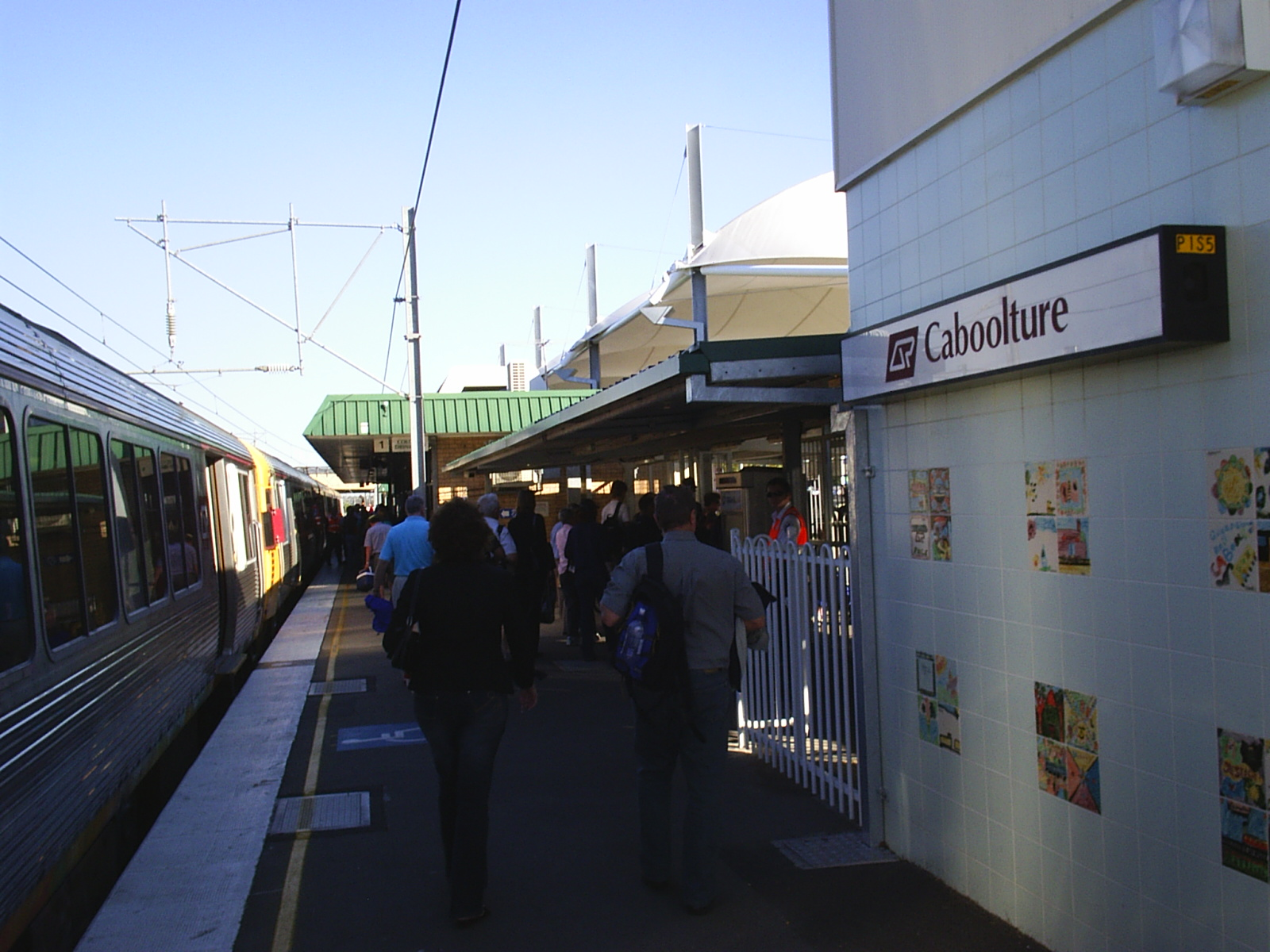
Bahnhof von Caboolture

Caboolture ist der nördliche Endpunkt der Vorort- und Pendlerzüge der Stadt Brisbane. Diese Züge werden von Queensland Rail betrieben und verkehren mehrmals pro Stunde von etwa 5 Uhr morgens bis 1 Uhr in der Früh. Dadurch bieten die Züge eine direkte und schnelle Anbindung Cabooltures an die Hauptstadt des Landes. Die Fahrzeit beträgt ca. 50 Minuten. 
Der Bahnhof von Caboolture ist außerdem ein Haltepunkt für Fernzüge von Brisbane in Richtung Norden. Es gibt regelmäßige Verbindungen nach Nambour und Gympie von wo aus Anschluss an Verbindungen in weiter nördliche Regionen besteht.
Bus
Am Bahnhof in Caboolture befindet sich auch der regionale Busbahnhof. Von dort verkehren Buslinien in alle Ortsteile und umliegenden Ortschaften. Eine Buslinie verbindet Caboolture mit den Ortsteilen auf Bribie Island. Diese Linien werden von 3 regionalen Busgesellschaften bedient. Überregional ist Caboolture an das Netz von Greyhound Australia angebunden.
Flughafen
Ungewöhnlich für eine Stadt dieser Größe ist, das Caboolture einen eigenen Flughafen besitzt. Dieser wird aufgrund der Nähe zur Hauptstadt Brisbane aber nicht von den großen Airlines angeflogen. Der Flughafen wird hauptsächlich von einer großen Anzahl an kleineren Privat- und Geschäftsflugzeugen genutzt. 
Auch ist der Flughafen Standort eines Museums für Luftfahrt, welches mehrere flugfähige historische Flugzeuge besitzt und diese regelmäßig bei Vorführungen und Flugshows präsentiert. Das Museum wird von einer Gruppe von Flugzeugenthusiasten betrieben, welche die Sammlung ständig erweitern und alte Flugzeuge restaurieren.

## Persönlichkeiten
- Ben McDermott (* 1994), Cricketspieler
- Calab Law (* 2003), Sprinter